# Defense Meritorious Service Medal
La Defense Meritorious Service Medal (DMSM) est une décoration militaire décernée aux membres des forces armées des États-Unis par le ministère de la Défense des États-Unis (United States Department of Defense).
Dans l'ordre de préséance des forces armées américaines, elle est placée entre la Purple Heart et la Meritorious Service Medal. La médaille est décernée au nom du secrétaire à la Défense aux membres des forces armées qui, dans le cadre d'une activité conjointe, se sont distingués par des réalisations exceptionnelles hors combat ou des services méritoires, mais pas au point de justifier l'attribution de la Defense Superior Service Medal (médaille du service supérieur de la défense).
Cette médaille n'est pas la même que la Meritorious Service Medal, qui est une décoration militaire fédérale distincte. Les critères d'attribution sont pratiquement identiques dans les deux cas, mais la DMSM est décernée aux militaires affectés à des organisations interarmées et multiservices, tandis que la MSM est décernée aux militaires affectés à des unités militaires traditionnelles au sein de leurs services respectifs.

## Critères d'attribution
La médaille a été créée le 3 novembre 1977 par le président Jimmy Carter, en vertu de l'ordre exécutif n°12019 (décret no 12019 - Executive Order 12019), afin de reconnaître les services méritoires accomplis hors combat dans le cadre d'une mission conjointe. Le service reconnu est généralement d'une durée supérieure à 12 mois, englobant l'ensemble de l'affectation conjointe du récipiendaire, y compris les prolongations. L'accomplissement ou le service requis est d'un degré moindre que celui exigé pour l'attribution de la Defense Superior Service Medal, mais doit avoir été accompli avec distinction.
Une affectation conjointe "désigne des activités, des opérations ou des organisations dans lesquelles des éléments de plusieurs forces armées des États-Unis, comme indiqué dans les documents d'effectifs conjoints ou dans la liste d'affectation conjointe, exécutent des missions conjointes sous les auspices du bureau du secrétaire à la défense (Office of the Secretary of Defense), du président de l'état-major interarmées (Chairman of the Joint Chiefs of Staff) ou du commandant d'un commandement de combat" (Combatant Command). Les militaires affectés ou rattachés à une force opérationnelle interarmées en tant qu'individus, et non en tant que membres d'une unité militaire spécifique, peuvent prétendre à la DMSM. Les membres d'unités spécifiques à un service peuvent recevoir des décorations personnelles de leur service d'origine. Le personnel servant dans des états-majors communs au sein du Commandement allié en Europe (Allied Command Europe), du Commandement allié dans l'Atlantique (Allied Command Atlantic), du Comité militaire de l'OTAN (NATO Military Committee) et des agences militaires associées à des fonctions militaires ou à d'autres activités communes qui pourraient être désignées, est également inclus.
En 2014, le président Barack Obama a étendu, par l'ordre exécutif n°13666 (décret no 13666 - Executive Order 13666), l'éligibilité au DMSM à tout membre des forces armées d'un pays étranger ami, autorisant ainsi la reconnaissance des officiers et des militaires de haut rang de l'OTAN, des Alliés et de la coalition affectés à l'état-major interarmées, aux commandements unifiés de combat (Unified Combatant Command) et aux groupes de travail interarmées associés ou incorporés dans ces derniers.

## Apparence

### Description de la médaille
La Defense Meritorious Service Medal est en bronze et mesure 1+1⁄2 pouces (38,1 mm) de diamètre. L'avers représente une couronne circulaire de feuilles de laurier attachée par un ruban à la base. Au centre se trouve un pentagone qui recouvre légèrement la couronne. Le pentagone est surmonté d'un aigle aux ailes levées qui se tient à la base du pentagone. L'aigle symbolise les États-Unis, le pentagone le ministère de la Défense et la couronne de laurier l'accomplissement. Le revers de la médaille porte l'inscription "Defense Meritorious Service" sur trois lignes horizontales, tandis qu'en bas figurent les mots United States of America (États-Unis d'Amérique). Entre les deux inscriptions, un espace est réservé à la gravure du nom du récipiendaire.

### Description du ruban
Le ruban de la médaille mesure 1+3⁄8 pouces (35 mm) de largeur et se compose des bandes verticales suivantes : Blanc 1⁄16 pouce (1,6 mm), Cramoisi 1⁄4 pouce (6,4 mm), Blanc 7⁄32 pouce (5,6 mm), Merle bleu 1⁄16 pouce (1,6 mm), Blanc 1⁄16 pouce (1,6 mm), Merle bleu 1⁄16 pouce (1,6 mm), Blanc 1⁄16 pouce (1,6 mm), Merle bleu 1⁄16 pouce (1,6 mm), Blanc 7⁄32 pouce (5,6 mm), Cramoisi 1⁄4 pouce (6,4 mm) et Blanc 1⁄16 pouce (1,6 mm). Les couleurs, cramoisi et blanc, sont les mêmes que celles du ruban de la Legion of Merit (Légion du Mérite). Les bandes bleues (Merle bleu) sont la couleur associée au ministère de la Défense.
Les distinctions supplémentaires de la Defense Meritorious Service Medal sont signalées par des feuilles de chêne (oak leaf cluster) en bronze, une feuille de chêne en argent représentant six distinctions. En tant que récompense conjointe, les feuilles de chêne traditionnellement associées aux récompenses de l'US Army (armée de terre), de l'US Air Force (armée de l'air) et de l'US Space Force (armée de l'espace) sont également utilisées pour les multiples récompenses de la DMSM décernées au personnel de l'US Navy (marine), du US Marine Corps (corps des Marines) et de l'US Coast Guard (gardes-côtes). Ces feuilles de chêne sont attachées aux rubans de suspension et de service.

## Source
- (en) Cet article est partiellement ou en totalité issu de l’article de Wikipédia en anglais intitulé « Defense Meritorious Service Medal » (voir la liste des auteurs).